# Nandiala
Nandiala là một tổng thuộc  Boulkiemdé (tỉnh) ở miền trung Burkina Faso. Dân số thời điểm 2005 là  33.530 người. Thủ phủ là thị xã Nandiala.

## Các thị xã và làng xã
• Thị xã Nandiala • Baoguin • Gouim • Gourongo • Gourcy • Itaoré • Kaoncé • Rihalo • Silmissin • Somé • Tibrela